# Casa del Combattente (L'Aquila)
La Casa del Combattente è un palazzo storico dell'Aquila.

## Storia
La costruzione del palazzo risale agli anni Trenta del XX secolo. L'edificio venne realizzato nel 1937 nell'ambito di un ampio progetto di rinnovamento urbanistico della propaggine settentrionale al centro storico della città, che aveva compreso l'allargamento di corso Vittorio Emanuele oltre che la realizzazione della Fontana luminosa e del complesso sportivo. In precedenza, l'isolato non era edificato e si presentava al margine di un'area di orti conventuali che si stagliavano a ridosso dei monasteri di Sant'Amico e San Basilio.
Venne incaricato del progetto l'ingegnere romano Achille Pintonello, molto attivo nella capitale — dove aveva contribuito all'edificazione del Foro italico e dello Stadio dei Cipressi — e che, nel capoluogo abruzzese, aveva appena terminato la Casa della Giovane Italiana (1934-1936). La Casa del Combattente fu la prima architettura civile cittadina ad utilizzare il sistema Hestia, caratterizzato da un'ossatura in calcestruzzo armato e sperimentato dall'architetto Alberto Riccoboni nel complesso religioso di Cristo Re.
L'edificazione del palazzo venne poi seguita da quella del prospiciente Palazzo Leone dell'ingegnere Vincenzo Di Nanna.
Nel dopoguerra, l'edificio divenne una sede storica della Cassa di Risparmio della provincia dell'Aquila e venne restaurato una prima volta nel 2008. Nonostante ciò, l'anno seguente l'edificio è rimasto danneggiato dal terremoto dell'Aquila del 2009 in seguito al quale è stato necessario un ulteriore progetto di restauro, con i lavori iniziati nel 2016.
Il restauro è stato completato nel 2018 e l'inaugurazione è avvenuta il 26 settembre.

## Descrizione
Il palazzo è uno dei cosiddetti «edifici gemelli» che costituiscono i propilei al corso Vittorio Emanuele e, quindi, al centro storico della città. È situato nell'isolato tra il corso, piazza Battaglione degli Alpini e largo Tunisia.
L'edificio si presenta come un corpo di fabbrica a base rettangolare con l'asse principale parallelo a quello del corso e due facciate: una, rettilinea e allineata all'adiacente Palazzo Paone Tatozzi e l'altra costituita da un fronte semicilindrico, volto verso la Fontana luminosa, ripreso anche nel prospiciente Palazzo Leone.
È costituito da tre livelli con terrazza panoramica, ben delineati dalle vistose cornici marcapiano. Il ritmo serrato delle finestre si rifà ai canoni stilistici dell'architettura razionalista e, più specificatamente, riprende lo stile dell'albergo di Campo Imperatore di Vittorio Bonadè Bottino, completato pochi anni prima. L'edificio era caratterizzato da una tinteggiatura in rosso pompeiano presente su buona parte delle architetture fasciste all'Aquila, ed in particolar modo negli apparati esterni del vicino complesso sportivo.